# Eva Ekeblad
Eva Ekeblad (Stoccolma, 10 luglio 1724 – Lidköping, 15 maggio 1786) nata Eva De la Gardie, fu una agronoma, scienziata, salottiera e nobildonna svedese. La sua scoperta più nota fu come produrre l'amido e l'alcol dalle patate (1746). Fu il primo membro femminile della Accademia Reale Svedese delle Scienze (1748).

## Biografia

### Sfondo e vita privata
Eva De la Gardie nacque dal conte statista Magnus Julius De la Gardie (1668–1741) e dalla dilettante polita e salottiera Hedvig Catharina Lillie: sorella del Capitano Carl Julius De la Gardie ed Hedvig Catharina De la Gardie e la zia di Hans Axel von Fersen. Suo fratello fu il consorte della rinomata Catharina Charlotta De la Gardie e cognato della favorita reale Hedvig Taube.
Eva, fu all'età di 16 anni (1740) fu data in sposa al conte statista Claes Claesson Ekeblad, e fu madre di cinque figli. La coppia ebbe una residenza a Stoccolma e una proprietà n Västergötland e apparteneva ai più alti circoli della nobiltà svedese.
Suo marito era spesso assente, cosicché Eva divenne responsabile della gestione delle proprietà; supervisionava inoltre gli ufficiali giudiziari e le assemblee di paese di Mariedal e Stola Manor. A Stoccolma ospitava un salotto culturale, con discreto successo. Fu descritta come "una delle poche signore aristocratiche il cui onore era considerato senza macchia". Il primo concerto che eseguiva musica di massa di Johan Helmich Roman si svolse nel suo salotto a palazzo Ekeblad.